# 足科矯形師
足科矯形師是具備足科矯形專業知識之專業醫護人員，並領有註冊證書。現時只有美國和加拿大提供這些檢定。
足科矯形師對足科矯形學甚為了解，處理各種由足部偏歪所引起的足部問題皆有充分的專業知識。足科矯形師會透過使用訂造或非訂造的矯形鞋墊、鞋履和其他足科矯形梏具 (Pedorthic devices) 去處理因足部偏歪所引起的足患問題。足科矯形師亦會處理因糖尿病、類風濕關節炎及中風所引起的足部毛病。

## 專業知識
根據American Board for Certification in Orthotics, Prosthetics & Pedorthics所刊憲的內容，足科矯形師擁有以下所有層面的足科矯形知識︰
- 病人評估
- 制定治療方案
- 實行治療方案
- 跟進治療方案
- 應用管理

足科矯形師能夠為病人設計、製作、配對、調校及修改足科矯形梏具，預防及處理病人的足部痛症及其他足患問題，並提供所有關於足科矯形的專業意見。

## 專業資格

### 美國
美國的註冊足科矯形師由American Board for Certification in Orthotics, Prosthetics & Pedorthics提供檢定。任何人士如要獲取此專業資格，均需完成NCOPE所認可的足科矯形課程，並有一定程度及時間的臨床經驗，最後要通過註冊考試方能成為正式的足科矯形師。
在美國，只有註冊的足科矯形師才能為病人提供足科矯形梏具，所有其他的專業醫護人員均不能提供，並需轉介病人給註冊足科矯形師。

### 加拿大
加拿大的註冊足科矯形師由College of Pedorthics of Canada提供檢定。

### 香港及台灣
香港及台灣並沒有提供足科矯形師註冊的法定機構，但此兩處地方均有少量考獲美國註冊足科矯形師資格的專業人員，為該地區的病人提供受認可的足科矯形服務。
在香港，香港足科矯形師學會集合了大部份在香港執業的美國註冊足科矯形師，會定期提供講座及其他相關活動，加深大眾對足科矯形的認識。

### 中國內地
中國內地並沒有提供足科矯形師註冊的法定機構，而且暫沒有專業人員考獲任何受認可的註冊足科矯形師資格。

## 外部連結
- American Borad for Certification in Orthotics, Prosthetics & Pedorthics （页面存档备份，存于）
- College of Pedorthics of Canada （页面存档备份，存于）
- 搜尋美國註冊足科矯形師 （页面存档备份，存于）